# Фабрика Нуова (Салерно)
Фабрика Нуова је насеље у Италији у округу Салерно, региону Кампанија.
Према процени из 2011. у насељу је живело 39 становника. Насеље се налази на надморској висини од 37 м.